# هانا سكايدان
هانا سكايدان (بالأوكرانية: Ганна Скидан، وبالأذربيجانية: Hanna Skidan؛ ولدت في 14 مايو 1992 في كراسني لوش، أوكرانيا) هي لاعبة رمي مطرقة من أصل أوكراني وأذربيجاني. تنافست لصالح بلد ميلادها في الألعاب الأولمبية الصيفية 2012، ولصالح أذربيجان في الألعاب الأولمبية الصيفية 2020، في رمي المطرقة للسيدات.
أفضل رقم شخصي لها في هذا الحدث هو 75.29 مترًا، والذي حققته في باكو عام 2017.
تنافست في دورة الألعاب الأولمبية الصيفية 2024. في حدث رمي مطرقة للسيدات على ستاد دو فرانس وحلت في المركز السادس في الترتيب النهائي في مرحلة التصفيات، لتتأهل إلى المرحلة النهائية وانتهت المسابقة في المركز السابع.

## روابط خارجية
- هانا سكايدان في اللجنة الأولمبية الدولية
- Skydan هانا سكايدان في موقع أوليمبيديا